# Une journée au zoo
Pour plus de détails, voir Fiche technique et Distribution.
Une journée au zoo (A Day at the Zoo) est un cartoon Merrie Melodies réalisé par Tex Avery en 1939.